# Borussia Verein für Leibesübungen 1900 Mönchengladbach 1968-1969
Questa voce raccoglie le informazioni riguardanti il Borussia Verein für Leibesübungen 1900 Mönchengladbach nelle competizioni ufficiali della stagione 1968-1969.

## Stagione
Nella stagione 1968-1969 il Borussia Mönchengladbach, allenato da Hennes Weisweiler, concluse il campionato di Bundesliga al 3º posto. In Coppa di Germania il Borussia Mönchengladbach fu eliminato agli ottavi di finale dall'Amburgo.

## Rosa
| N. |                     | Ruolo | Calciatore       |
| -- | ------------------- | ----- | ---------------- |
|    | Germania (bandiera) | P     | Volker Danner    |
|    | Germania (bandiera) | P     | Wolfgang Kleff   |
|    | Germania (bandiera) | P     | Manfred Orzessek |
|    | Germania (bandiera) | D     | Hartwig Bleidick |
|    | Germania (bandiera) | D     | Manfred Kempers  |
|    | Germania (bandiera) | D     | Heinz Koch       |
|    | Germania (bandiera) | D     | Helmut Kremers   |
|    | Germania (bandiera) | D     | Egon Milder      |
|    | Germania (bandiera) | D     | Erwin Spinnler   |
|    | Germania (bandiera) | D     | Berti Vogts      |
|    | Germania (bandiera) | D     | Heinz Wittmann   |
|    | Germania (bandiera) | D     | Gerd Zimmermann  |

| N. |                     | Ruolo | Calciatore       |
| -- | ------------------- | ----- | ---------------- |
|    | Germania (bandiera) | C     | Klaus Ackermann  |
|    | Germania (bandiera) | C     | Peter Dietrich   |
|    | Germania (bandiera) | C     | Günter Netzer    |
|    | Germania (bandiera) | C     | Rudolf Pöggeler  |
|    | Germania (bandiera) | C     | Winfried Schäfer |
|    | Germania (bandiera) | C     | Klaus Winkler    |
|    | Germania (bandiera) | A     | Horst Köppel     |
|    | Germania (bandiera) | A     | Erwin Kremers    |
|    | Germania (bandiera) | A     | Herbert Laumen   |
|    | Germania (bandiera) | A     | Peter Meyer      |
|    | Germania (bandiera) | A     | Gerd Pittscheidt |
|    | Germania (bandiera) | A     | Herbert Wimmer   |

## Organigramma societario
Area tecnica
- Allenatore: Hennes Weisweiler
- Allenatore in seconda:
- Preparatore dei portieri:
- Preparatori atletici:

## Calciomercato

### Sessione estiva
| Acquisti | Acquisti         | Acquisti   | Acquisti |
| R.       | Nome             | da         | Modalità |
| -------- | ---------------- | ---------- | -------- |
| D        | Hartwig Bleidick | Soester SV |          |
| A        | Horst Köppel     | Stoccarda  |          |
| C        | Winfried Schäfer | TuS Mayen  |          |

| Cessioni | Cessioni        | Cessioni      | Cessioni |
| R.       | Nome            | a             | Modalità |
| -------- | --------------- | ------------- | -------- |
| A        | Dieter Baumanns | Holstein Kiel |          |
| D        | Klaus Baumanns  | Holstein Kiel |          |
| C        | Werner Waddey   | Bonner        |          |

## Risultati

### Bundesliga

#### Girone di andata
| Arbitro: | Kreitlein |

|                   |           |                            |
| Kurrat 62’ (rig.) | Marcatori | 26’, 72’ Laumen 67’ Wimmer |

| Arbitro: | Tschenscher |

|                         |           |           |
| Wimmer 58’ Bleidick 83’ | Marcatori | 87’ Flohe |

| Arbitro: | Fritz |

|                                                   |           |  |
| Zaczyk 52’ Čebinac 56’ (rig.) Strehl 86’ Beer 90’ | Marcatori |  |

| Arbitro: | Hager |

|                                     |           |           |
| Vogts 7’ Laumen 12’, 53’ Köppel 28’ | Marcatori | 62’ Nuber |

| Arbitro: | Spinnler |

|                                 |           |                            |
| Netzer 42’ (rig.) Ackermann 86’ | Marcatori | 58’ Klostermann 65’ Thelen |

| Arbitro: | Linn |

|                          |           |                               |
| Skoblar 22’ Heynckes 35’ | Marcatori | 17’, 80’ Laumen 63’ Ackermann |

| Arbitro: | Frickel |

|                                     |           |  |
| Netzer 1’ Wimmer 28’, 69’ Vogts 78’ | Marcatori |  |

| Arbitro: | Herden |

|  |           |                                          |
|  | Marcatori | 18’ Vogts 60’ Bleidick 64’, 81’ Dietrich |

| Arbitro: | Wengenmayer |

|                  |           |                      |
| Netzer 1’ (rig.) | Marcatori | 13’ Hönig 35’ Seeler |

| Arbitro: | Siebert |

|           |           |            |
| Hasil 78’ | Marcatori | 24’ Wimmer |

| Arbitro: | Binder |

|  |           |           |
|  | Marcatori | 9’ Brungs |

| Arbitro: | Biwersi |

|             |           |            |
| Huberts 59’ | Marcatori | 43’ Laumen |

| Arbitro: | Heumann |

|                  |           |  |
| Netzer 3’ (rig.) | Marcatori |  |

| Braunschweig 9 novembre 1968, ore 15:30 CET 14ª giornata | Eintracht Braunschweig | 0 – 0 referto | Borussia M'gladbach | Stadion an der Hamburger Straße (15 000 spett.)\| Arbitro: \| Ott \| |
| Arbitro:                                                 | Ott                    |               |                     |                                                                      |

| Arbitro: | Schulz |

|                                           |           |                                    |
| Laumen 3’ Köppel 41’ Netzer 78’ Vogts 80’ | Marcatori | 29’, 48’, 50’ Entenmann 76’ Arnold |

| Monaco di Baviera 30 novembre 1968, ore 18:30 CET 16ª giornata | Bayern Monaco | 0 – 0 referto | Borussia M'gladbach | Stadion an der Grünwalder Straße (35 000 spett.)\| Arbitro: \| Herden \| |
| Arbitro:                                                       | Herden        |               |                     |                                                                          |

| Arbitro: | Riegg |

|            |           |          |
| Milder 61’ | Marcatori | 49’ Rupp |

#### Girone di ritorno
| Arbitro: | Redelfs |

|              |           |  |
| Bleidick 78’ | Marcatori |  |

| Arbitro: | Aldinger |

|          |           |                                       |
| Rühl 72’ | Marcatori | 8’ Laumen 30’, 63’ (rig.), 67’ Netzer |

| Arbitro: | Ohmsen |

|                   |           |             |
| Netzer 46’ (rig.) | Marcatori | 13’ Volkert |

| Arbitro: | Ott |

|             |           |  |
| Schmitt 84’ | Marcatori |  |

| Arbitro: | Tschenscher |

|                             |           |             |
| Ionescu 20’ Klostermann 44’ | Marcatori | 34’ Schäfer |

| Arbitro: | Siebert |

|                           |           |                                    |
| Vogts 13’, 47’ Wimmer 19’ | Marcatori | 44’ Stiller 67’ (rig.) Hellingrath |

| Arbitro: | Seiler |

|                              |           |  |
| Hasebrink 32’ Windhausen 51’ | Marcatori |  |

| Arbitro: | Biwersi |

|                                        |           |  |
| Laumen 23’ Vogts 50’ Netzer 65’ (rig.) | Marcatori |  |

| Arbitro: | Spinnler |

|                          |           |  |
| Dörfel 38’ Pötzschke 90’ | Marcatori |  |

| Arbitro: | Herden |

|                                   |           |  |
| Kremers 33’ Milder 58’ Laumen 70’ | Marcatori |  |

| Arbitro: | Betz |

|                                 |           |           |
| Steffenhagen 18’ Bredenfeld 61’ | Marcatori | 60’ Vogts |

| Arbitro: | Linn |

|                 |           |                                    |
| Laumen 10’, 52’ | Marcatori | 19’ Nickel 36’ Huberts 79’ Lindner |

| Arbitro: | Siebert |

|                |           |               |
| Rettkowski 39’ | Marcatori | 18’ Ackermann |

| Arbitro: | Fritz |

|             |           |            |
| Schäfer 50’ | Marcatori | 34’ Dörfel |

| Arbitro: | Rögner |

|  |           |                                   |
|  | Marcatori | 27’, 90’ Köppel 78’ (rig.) Milder |

| Arbitro: | Ohmsen |

|            |           |                |
| Laumen 10’ | Marcatori | 30’ Brenninger |

| Arbitro: | Heckeroth |

|                                                       |           |                                                                  |
| Rupp 8’, 9’, 25’ Schütz 41’ (rig.) Bjørnmose 58’, 78’ | Marcatori | 10’ Laumen 31’ Köppel 38’ Wimmer 80’ Ackermann 82’ (rig.) Milder |

### Coppa di Germania
| Arbitro: | Tschenscher |

|                                           |           |                                |
| Wimmer 7’, 56’ Milder 14’ Laumen 35’, 73’ | Marcatori | 49’ Krafczyk 84’ (aut.) Milder |

| Arbitro: | Spinnler |

|                        |           |  |
| Schulz 95’ Seeler 111’ | Marcatori |  |

## Statistiche

### Statistiche di squadra
| Competizione      | Punti | In casa | In casa | In casa | In casa | In casa | In casa | In trasferta | In trasferta | In trasferta | In trasferta | In trasferta | In trasferta | Totale | Totale | Totale | Totale | Totale | Totale | DR  |
| Competizione      | Punti | G       | V       | N       | P       | Gf      | Gs      | G            | V            | N            | P            | Gf           | Gs           | G      | V      | N      | P      | Gf     | Gs     | DR  |
| ----------------- | ----- | ------- | ------- | ------- | ------- | ------- | ------- | ------------ | ------------ | ------------ | ------------ | ------------ | ------------ | ------ | ------ | ------ | ------ | ------ | ------ | --- |
| Bundesliga        | 37    | 17      | 8       | 6       | 3       | 34      | 20      | 17           | 5            | 5            | 7            | 27           | 26           | 34     | 13     | 11     | 10     | 61     | 46     | +15 |
| Coppa di Germania | -     | 1       | 1       | 0       | 0       | 5       | 2       | 1            | 0            | 0            | 1            | 0            | 2            | 2      | 1      | 0      | 1      | 5      | 4      | +1  |
| Totale            | 37    | 18      | 9       | 6       | 3       | 39      | 22      | 18           | 5            | 5            | 8            | 27           | 28           | 36     | 14     | 11     | 11     | 66     | 50     | +16 |

### Andamento in campionato
| Giornata  | 1 | 2 | 3 | 4 | 5 | 6 | 7 | 8 | 9 | 10 | 11 | 12 | 13 | 14 | 15 | 16 | 17 | 18 | 19 | 20 | 21 | 22 | 23 | 24 | 25 | 26 | 27 | 28 | 29 | 30 | 31 | 32 | 33 | 34 |
| --------- | - | - | - | - | - | - | - | - | - | -- | -- | -- | -- | -- | -- | -- | -- | -- | -- | -- | -- | -- | -- | -- | -- | -- | -- | -- | -- | -- | -- | -- | -- | -- |
| Luogo     | T | C | T | C | C | T | C | T | C | T  | C  | T  | C  | T  | C  | T  | C  | C  | T  | C  | T  | T  | C  | T  | C  | T  | C  | T  | C  | T  | C  | T  | C  | T  |
| Risultato | V | V | P | V | N | V | V | V | P | N  | P  | N  | V  | N  | N  | N  | N  | V  | V  | N  | P  | P  | V  | P  | V  | P  | V  | P  | P  | N  | N  | V  | N  | P  |
| Posizione | 2 | 3 | 8 | 5 | 4 | 3 | 2 | 2 | 2 | 2  | 2  | 2  | 2  | 3  | 3  | 3  | 2  | 2  | 2  | 2  | 3  | 4  | 3  | 5  | 3  | 5  | 3  | 4  | 4  | 5  | 3  | 2  | 2  | 3  |

Legenda:

Luogo: C = Casa; T = Trasferta. Risultato: V = Vittoria; N = Pareggio; P = Sconfitta.

### Statistiche dei giocatori
| Giocatore      | Bundesliga | Bundesliga | Bundesliga  | Bundesliga | Coppa di Germania | Coppa di Germania | Coppa di Germania | Coppa di Germania | Totale   | Totale | Totale      | Totale     |
| Giocatore      | Presenze   | Reti       | Ammonizioni | Espulsioni | Presenze          | Reti              | Ammonizioni       | Espulsioni        | Presenze | Reti   | Ammonizioni | Espulsioni |
| -------------- | ---------- | ---------- | ----------- | ---------- | ----------------- | ----------------- | ----------------- | ----------------- | -------- | ------ | ----------- | ---------- |
| K. Ackermann   | 28         | 4          | 0           | 0          | 1                 | 0                 | 0                 | 0                 | 29       | 4      | 0           | 0          |
| H. Bleidick    | 34         | 3          | 0           | 0          | 2                 | 0                 | 0                 | 0                 | 36       | 3      | 0           | 0          |
| V. Danner      | 25         | 0          | 0           | 0          | 2                 | 0                 | 0                 | 0                 | 27       | 0      | 0           | 0          |
| P. Dietrich    | 10         | 2          | 0           | 0          | 0                 | 0                 | 0                 | 0                 | 10       | 2      | 0           | 0          |
| M. Kempers     | 0          | 0          | 0           | 0          | 0                 | 0                 | 0                 | 0                 | 0        | 0      | 0           | 0          |
| W. Kleff       | 9          | 0          | 0           | 0          | 0                 | 0                 | 0                 | 0                 | 9        | 0      | 0           | 0          |
| H. Koch        | 0          | 0          | 0           | 0          | 0                 | 0                 | 0                 | 0                 | 0        | 0      | 0           | 0          |
| E. Kremers     | 19         | 0          | 0           | 0          | 2                 | 0                 | 0                 | 0                 | 21       | 0      | 0           | 0          |
| H. Kremers     | 12         | 1          | 0           | 0          | 1                 | 0                 | 0                 | 0                 | 13       | 1      | 0           | 0          |
| H. Köppel      | 32         | 5          | 0           | 0          | 2                 | 0                 | 0                 | 0                 | 34       | 5      | 0           | 0          |
| H. Laumen      | 34         | 15         | 0           | 0          | 2                 | 2                 | 0                 | 0                 | 36       | 17     | 0           | 0          |
| P. Meyer       | 0          | 0          | 0           | 0          | 0                 | 0                 | 0                 | 0                 | 0        | 0      | 0           | 0          |
| E. Milder      | 33         | 4          | 0           | 0          | 2                 | 1                 | 0                 | 0                 | 35       | 5      | 0           | 0          |
| G. Netzer      | 27         | 10         | 0           | 0          | 2                 | 0                 | 0                 | 0                 | 29       | 10     | 0           | 0          |
| M. Orzessek    | 0          | 0          | 0           | 0          | 0                 | 0                 | 0                 | 0                 | 0        | 0      | 0           | 0          |
| G. Pittscheidt | 0          | 0          | 0           | 0          | 0                 | 0                 | 0                 | 0                 | 0        | 0      | 0           | 0          |
| R. Pöggeler    | 18         | 0          | 0           | 0          | 2                 | 0                 | 0                 | 0                 | 20       | 0      | 0           | 0          |
| W. Schäfer     | 17         | 2          | 0           | 0          | 1                 | 0                 | 0                 | 0                 | 18       | 2      | 0           | 0          |
| E. Spinnler    | 20         | 0          | 0           | 0          | 1                 | 0                 | 0                 | 0                 | 21       | 0      | 0           | 0          |
| B. Vogts       | 34         | 8          | 0           | 0          | 2                 | 0                 | 0                 | 0                 | 36       | 8      | 0           | 0          |
| H. Wimmer      | 34         | 7          | 0           | 0          | 2                 | 2                 | 0                 | 0                 | 36       | 9      | 0           | 0          |
| K. Winkler     | 1          | 0          | 0           | 0          | 0                 | 0                 | 0                 | 0                 | 1        | 0      | 0           | 0          |
| H. Wittmann    | 6          | 0          | 0           | 0          | 0                 | 0                 | 0                 | 0                 | 6        | 0      | 0           | 0          |
| G. Zimmermann  | 2          | 0          | 0           | 0          | 0                 | 0                 | 0                 | 0                 | 2        | 0      | 0           | 0          |